# Villa Pilacci Trecci
Villa Pilacci Trecci si trova nella zona di Soffiano, frazione di Firenze.

## Storia e descrizione
Risalente al XV secolo, originariamente era affiancata da una torre tozza posta a destra della facciata; nell'Ottocento fu annessa, sul lato sinistro della costruzione una analoga torre in modo tale da ottenere una giusta simmetria. La villa è dotata di una cappella di piccole dimensioni, ricostruita nel XVIII secolo. L'elegante giardino all'italiana è posto verso sud e la facciata della villa è rivolta verso la sottostante collina. 
Tra la fine del XVII secolo e l'inizio del secolo seguente, la villa fu restaurata dai Carducci dando alla villa il suo attuale aspetto seicentesco. I primi proprietari della villa furono gli Strozzi, i quali possedettero molte ville nella zona di Soffiano per poi venderle ad altre famiglie. Nel 1693 Pier Maria di Dionisio Carducci acquistò la villa, per poi passare in eredità a Firidolfo Firidolfi da Panzano (1748). I suoi eredi vendettero la proprietà ai Puliti a metà Ottocento; poi l'acquistarono i Trecci e infine i Pilacci.